# Цехановський повіт
Цехановський повіт (пол. powiat ciechanowski) — один з 37 земських повітів Мазовецького воєводства Польщі.
Утворений 1 січня 1999 року в результаті адміністративної реформи.

## Загальні дані
Повіт знаходиться у північній частині воєводства.
Адміністративний центр — місто Цеханув.
Станом на 1.01.2008 населення становить 90 600 осіб, площа 1059,8 км².

## Демографія
Демографічні дані повіту станом на 30.06.2005:
|       | Всього | Всього | Жінки  | Жінки | Чоловіки | Чоловіки |
| ----- | ------ | ------ | ------ | ----- | -------- | -------- |
|       | осіб   | %      | осіб   | %     | осіб     | %        |
| Повіт | 91 502 | 100    | 46 620 | 50,9  | 44 882   | 49,1     |
| Міста | 49 204 | 100    | 25 716 | 52,3  | 23 488   | 47,7     |
| Села  | 42 298 | 100    | 20 904 | 49,4  | 21 394   | 50,6     |